# Venkatraman Ramakrishnan
Venkatraman Ramakrishnan, född 1952 i Chidambaram, Tamil Nadu, Indien, är en indisk-amerikansk fysiker och biokemist. År 2009 tilldelades han Nobelpriset i kemi "för studier av ribosomens struktur och funktion", delat med Thomas Steitz och Ada Yonath.
Ramakrishnan är verksam (2021) vid Medical Research Council (MRC) Laboratory of Molecular Biology (LMB) vid Cambridge Biomedical Campus, Storbritannien och är fellow vid Trinity College, Cambridge. 
Han var ordförande för Royal Society 2015-2020.

## Biografi
Ramakrishnan föddes i en tamilsk brahminfamilj i Chidambaram i cuddaloredistriktet Tamil Nadu, Indien som son till C. V. Ramakrishnan och Rajalakshmi Ramakrishnan. Båda hans föräldrar var forskare, och hans far var chef för institutionen för biokemi vid Maharaja Sayajirao University of Baroda. Vid tiden för hans födelse, gjorde hans far gör postdoktoral forskning tillsammans med David A. Green på University of Wisconsin-Madison i USA.
Hans mor tog doktorsexamen i psykologi vid McGill University 1959. på endast 18 månader, och handledd av Donald O. Hebb. Lalita Ramakrishnan, hans yngre syster, är professor i immunologi och infektionssjukdomar vid Institutionen för medicin, University of Cambridge, och är medlem av National Academy of Sciences.
Ramakrishnan gjorde sina grundutbildningar vid Maharaja Sayajirao University of Baroda på ett nationellt science talent-stipendium, med en kandidatexamen i fysik 1971. Vid den tiden var fysikkursen på Baroda ny och baserat delvis på Berkeley fysikkurser och Feynmans föreläsningar i fysik.
Omedelbart efter examen flyttade han till USA, där han tog sin filosofie doktorsexamen i fysik vid Ohio University 1976 för forskning om övergången till ferroelektrisk fas av kaliumdihydrogenfosfat (KDP) under handledning av Tomoyasu Tanaka. Därefter tillbringade han två år som doktorand med studier i biologi på University of California, San Diego stunder soch gjorde en övergång från teoretisk fysik till biologi.
Ramakrishnan gifte sig 1975 med Vera Rosenberry, författare och illustratör av barnböcker. Hans styvdotter, Tanya Kapka, är läkare i Oregon, och hans son, Raman Ramakrishnan, är en cellist baserad i New York.

## Vetenskapligt arbete
Ramakrishnan började arbeta med ribosomer som postdoktor med Peter Moore vid Yale University. Efter hans postdoktorperiod, kunde han initialt inte finna någon fakultetsposition trots att han gjorde ansökningar till omkring 50 universitet i USA.
Han fortsatte att arbeta med ribosomer från 1983 till 1995 i en forskargrupp vid Brookhaven National Laboratory. År 1995 flyttade han till University of Utah som professor i biokemi och 1999 flyttade han till sin nuvarande position vid Medical Research Council Laboratory of Molecular Biology i Cambridge, England, där han också hade varit gästforskare under 1991-92 på ett Guggenheimstipendium.
År 1999 publicerade Ramakrishnans laboratorium en upplösningsstruktur på 5,5 ångström i 30S-underenheten. Följande år bestämde hans laboratorium den kompletta molekylära strukturen i 30S-underenheten av ribosomen och dess komplex med flera antibiotika. Detta följdes av studier som gav strukturella insikter om mekanismen som säkerställer återgivningen av proteinbiosyntes . År 2007 bestämde hans laboratorium atomstrukturen hos hela ribosomen i komplex med sina tRNA- och mRNA-ligander. Sedan 2013 har han använt cryo-EM för att främst arbeta med eukaryota och mitokondriella överföringar. Ramakrishnanär också känd för sitt tidigare arbete med hisstone och kromatinstruktur.

## Utmärkelser och hedersbetygelser

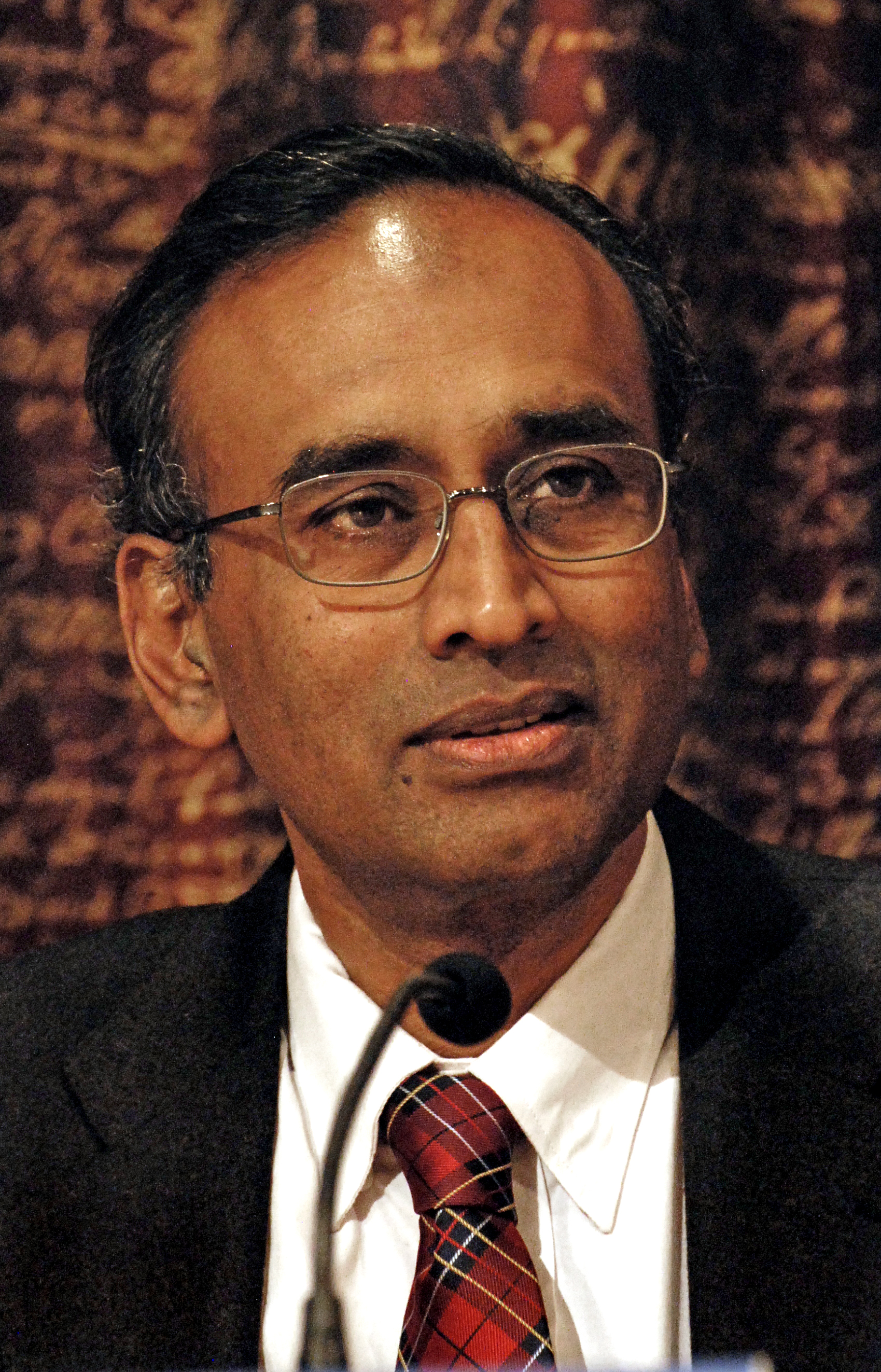
Ramakrishnan på Nobelprisets presskonferens 2009.

Ramakrishnan valdes till medlem av European Molecular Biology Organization (EMBO) 2002, fellow i Royal Society (FRS) 2003 och ledamot av U.S. National Academy of Sciences 2004. År 2007 tilldelades Ramakrishnan Louis-Jeantet-priset för medicin och Datta-föreläsningen och medaljen för Federation of European Biochemical Societies (FEBS). År 2008 vann han Heatley Medal of the British Biochemical Society. Sedan 2008 är han fellow vid Trinity College, Cambridge och utländsk fellow vid Indian National Science Academy. År 2010 blev han ledamot av den tyska vetenskapsakademin Leopoldina. Han valdes till hedersledamot vid Academy of Medical Sciences 2010 och har fått hedersexamen vid Maharaja Sayajirao University of Baroda, University of Utah och University of Cambridge. Han är också hedersdoktor vid Somerville College, Oxford. År 2020 valdes han in i American Philosophical Society och samma år blev han styrelseledamot i The British Library.
År 2009 tilldelades Ramakrishnan Nobelpriset i kemi tillsammans med Thomas A. Steitz och Ada Yonath. Han fick Indiens näst högsta civila hederstecken, Padma Vibhushan, 2010. Ramakrishnan adlades i nyårshedern 2012 för tjänster till molekylärbiologi, men använder i allmänhet inte titeln "Sir". Samma år tilldelades han Sir Hans Krebs-medaljen av FEBS. År 2014 tilldelades han XLVI Jiménez-Díaz-priset av Fundación Conchita Rábago (Spanien) och 2017 fick han Golden Plate Award av American Academy of Achievement. Ramakrishnan rankades som en av 25 största globalt levande indier av NDTV Channel, Indien den 14 december 2013.